# 天苑二
波江座π，又名BD-12 707，HD 23614、SAO 149158、HR 1162，是波江座的一颗恒星，视星等为4.42，位于銀經201.55，銀緯-46.47，其B1900.0坐标为赤經3h 41m 24.8s，赤緯-12° -46.47′ 55″。